# Erhard Wolff
Erhard Wolff (* 1880 in Bukarest; † 1965) war ein rumänischer Industrieller schweizerischer Abstammung.

## Leben
Erhard Wolff war Schweizer Abstammung. Sein Vater Erhard Wolff hatte sich als Maschinenfabrikant in Bukarest niedergelassen. Sein Großvater war der Zürcher Grossrat Hans Wolf, sein Urgroßvater der Zürcher Grossrat Johannes Wolf. Zum Besuch der Schule ging er nach Winterthur und erlangte dort die Matura. Anschließend praktizierte er für ein Jahr in der Metallarbeiterschule, bevor er zum Studium der Ingenieurwissenschaften an die Technische Hochschule Stuttgart ging. Dort wurde er 1901 Mitglied des Corps Stauffia.
Nach Abschluss seiner Studien trat er in die Unternehmungen seines Vaters ein, die bis zu dessen Tod eine Fabrik in Bukarest zur Herstellung von Petroleumtanken, Zisternen, Eisenkonstruktionen und Kränen mit einem Zweigwerk in Constanza, eine Tuchfabrik in der Moldau und ein Kupferbergwerk in der Dobrudscha umfassten. Wolff baute die Maschinenfabrik weiter aus. Unter seiner Führung entwickelte sie sich zu einem der bedeutendsten Unternehmen Rumäniens. 
Mit dem kommunistischen Umsturz in Rumänien zum Ende des Zweiten Weltkriegs wurde Wolff seiner Unternehmen enteignet und musste in Rumänien völlig zurückgezogen leben, bis er 1958 die Erlaubnis erhielt, mit seiner Familie ausreisen zu dürfen. Nach seiner Ausreise lebte er in Stuttgart.